# Oerlinghausen-Südstadt

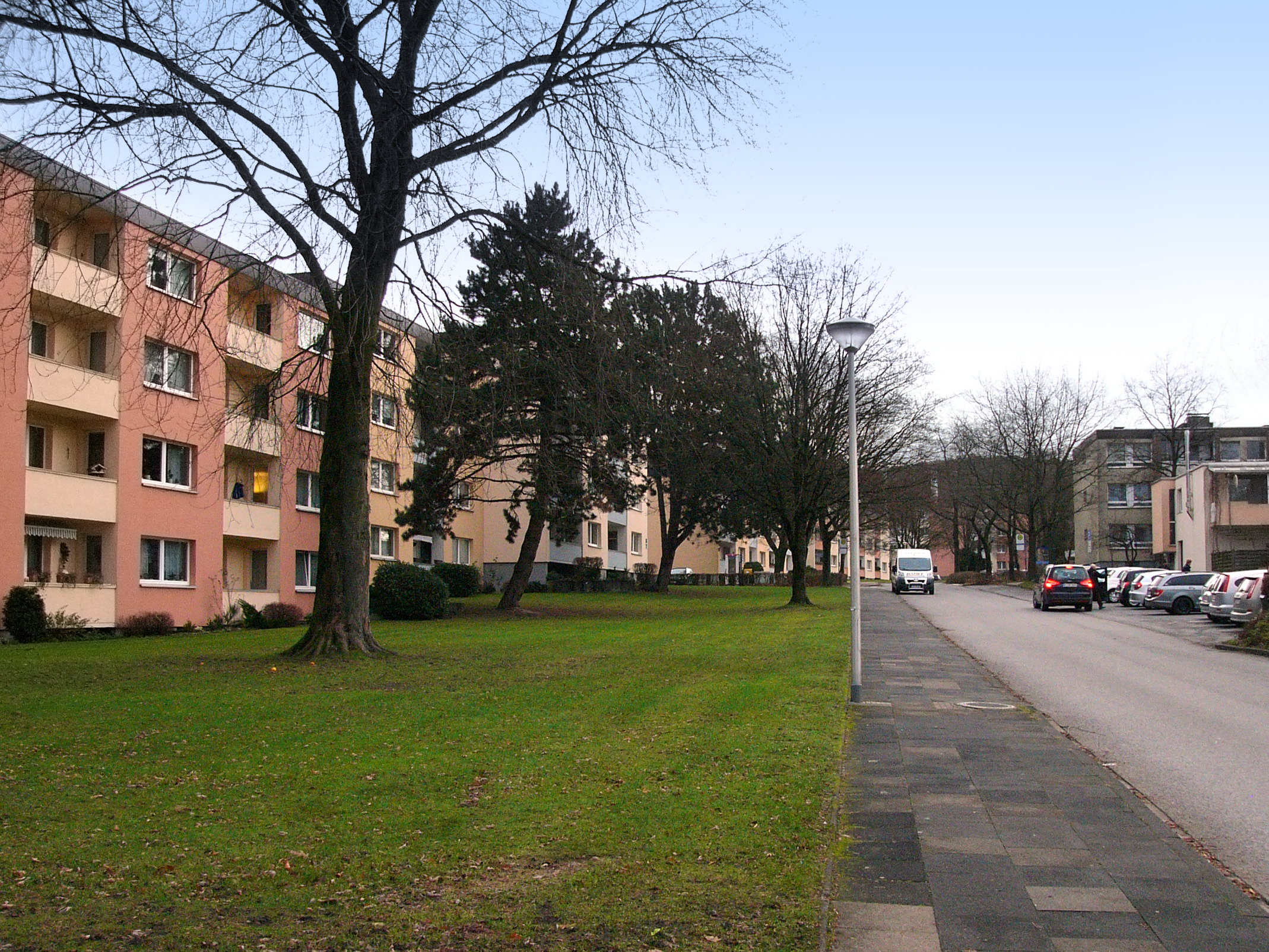
Die Adolf-Sültemeier-Straße in Oerlinghausen-Südstadt

Die Oerlinghausen-Südstadt ist eine Großsiedlung der Stadt Oerlinghausen im Nordosten Nordrhein-Westfalens, wurde zu Beginn der 1960er Jahre angelegt und in der Folgezeit kontinuierlich ausgebaut. Sie liegt in der Senne südlich der Hänge des Teutoburger Waldes und erstreckt sich bis zur Grenze des Segelflugplatzes. Außer einigen Hochhäusern weist sie mehrere Wohnblocks und zahlreiche Reihen- und Einfamilienhäuser auf, die von rund 3.400 (Stand: 2013) Menschen bewohnt werden.

## Geschichte

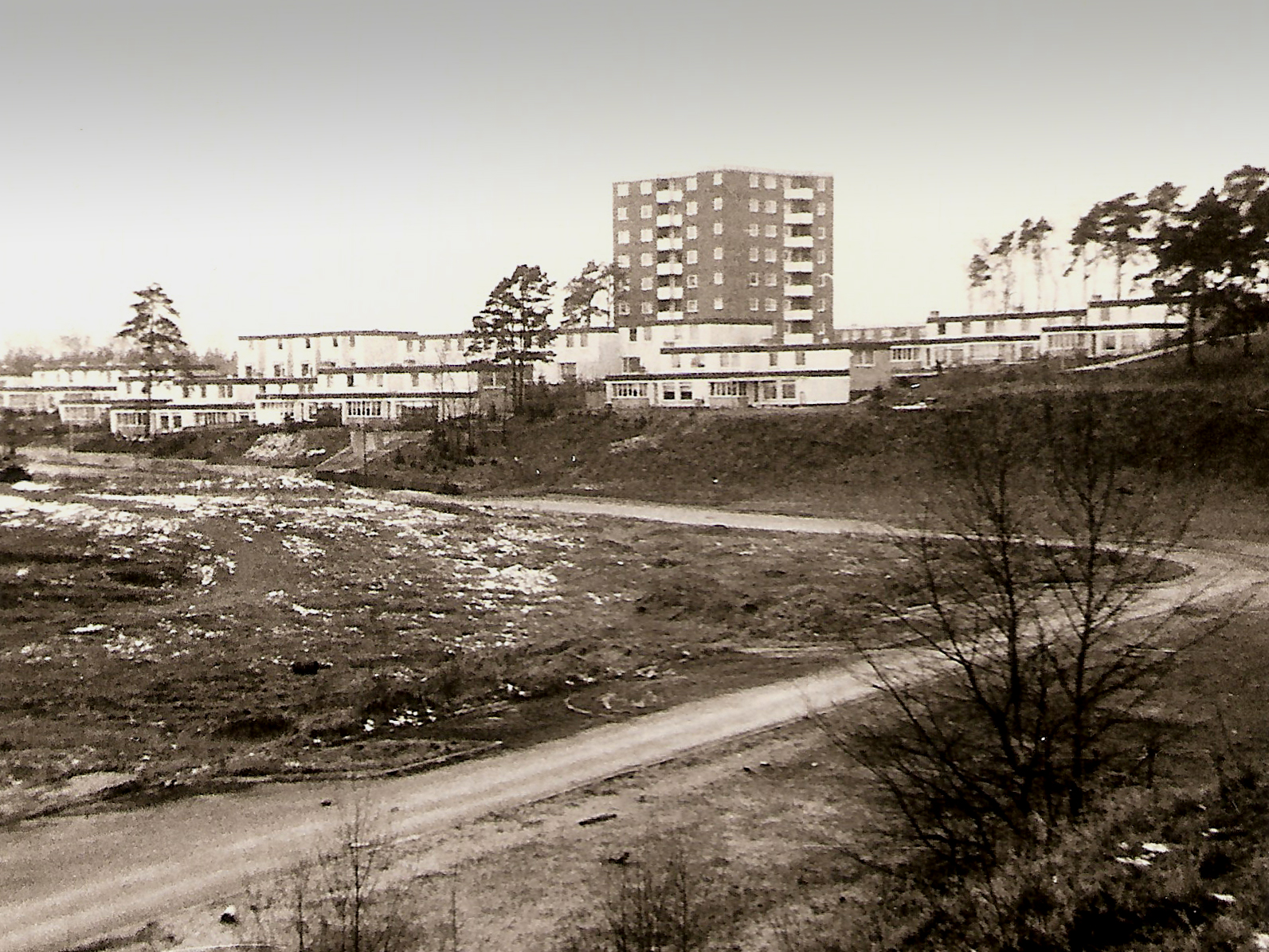
Blick von der Albert-Schweitzer-Straße nach Nordwesten, Winter 1966/1967

In der Nachkriegszeit erfolgte ein stetiger Zustrom von Neubürgern und machte es dringend erforderlich, neuen Wohnraum zu schaffen. Man benötigte ein großes Neubaugebiet, das der Bergstadt damals nicht zur Verfügung stand. Unter Bürgermeister Heinrich Kramer und Stadtdirektor Heinrich Kindsgrab wurden zahlreiche Verhandlungen mit potentiellen Grundbesitzern geführt. Die Südstadt konnte nur entstehen, weil Bürgermeister Kramer mit dem Verbandsvorsteher des Landesverbandes Lippe Heinrich Drake befreundet war. Der Vermögensnachfolger des Fürstentums Lippe, der Landesverband Lippe, war schließlich bereit, die Domäne Dahlhausen an die Stadt Oerlinghausen zu verkaufen. Dahlhausen wurde den Eigentümern des Hofes Sültemeier zum Tausch angeboten, auf dessen Ländereien die spätere Südstadt entstehen sollte. Dabei handelte es sich überwiegend um mit Kiefern und Birken bestandene Heideflächen. Der Stadtrat genehmigte am 10. November 1958 den Tausch und Kaufvertrag einstimmig und machte den Weg frei für die Planung und den Aufbau der Südstadt.
Schon ein gutes Jahr nach dem Beschluss wurde der Aachener Professor Kühn mit der Planung des Neubaugebiets beauftragt. Vorgeschrieben waren Gebäude mit Flachdächern und ohne Schornsteine, denn jedes Haus musste an das neu zu errichtende Fernheizwerk angeschlossen werden. Anfang der 1960er Jahre entstanden dort die ersten Häuser. Von 1961 bis 1968 wuchs Oerlinghausen um 1.800 Einwohner, hauptsächlich durch Neubürger in der Südstadt. Da es kaum Buslinien gab, mit denen die sogenannte Altstadt erreicht werden konnte, wurde die fehlende Anbindung beklagt. Zu dieser Zeit gab es kaum Einkaufsmöglichkeiten in der Südstadt und für die Bewohner ohne Auto war das Leben dort beschwerlich. Im Laufe der folgenden Jahre entspannte sich jedoch die Situation, als in der Südstadt mehrere Lebensmittelgeschäfte ihre Pforten öffneten und eine regelmäßige Busverbindung in die Altstadt eingerichtet wurde.
Im Jahr 1964 wurde in der Südstadt ein Gebäudekomplex mit 322 Wohneinheiten errichtet, die sogenannte NATO-Siedlung, und von den Familien der in Bielefeld stationierten britischen Streitkräfte bezogen, die bis 1995 bleiben sollten. An der Heinrich-Kindsgrab-Straße entstand 1973 das Dietrich-Bonhoeffer-Haus der Evangelisch reformierten Kirchengemeinde mit regelmäßigen Gottesdiensten. In der Nachbarschaft wurde 2004 eine Kirche der Mennoniten-Brüdergemeinde errichtet.
Auch Industriebetriebe, in der Mehrzahl jedoch Klein- und Kleinstbetriebe, siedelten sich auf besonders ausgewiesenen Flächen an. Die beiden größten Unternehmen waren die Hanning Elektro-Werke und die Gundlach Verpackung GmbH. Im Jahr 1947 gründete Robert Hanning, ein Sohn von Adolf Hanning, die Hanning Elektro-Werke GmbH & Co. KG. Das Unternehmen produziert im Bereich der Antriebstechnik mit 1.400 Mitarbeiter in Oerlinghausen und vier weiteren Standorten. Seit 1965 stellt die Gundlach Holding (Druck und Verlag) in Oerlinghausen Verpackungen im Offset- und Tiefdruck her und beschäftigt heute rund 400 Mitarbeiter an diesem Standort.

## Conle-Siedlung

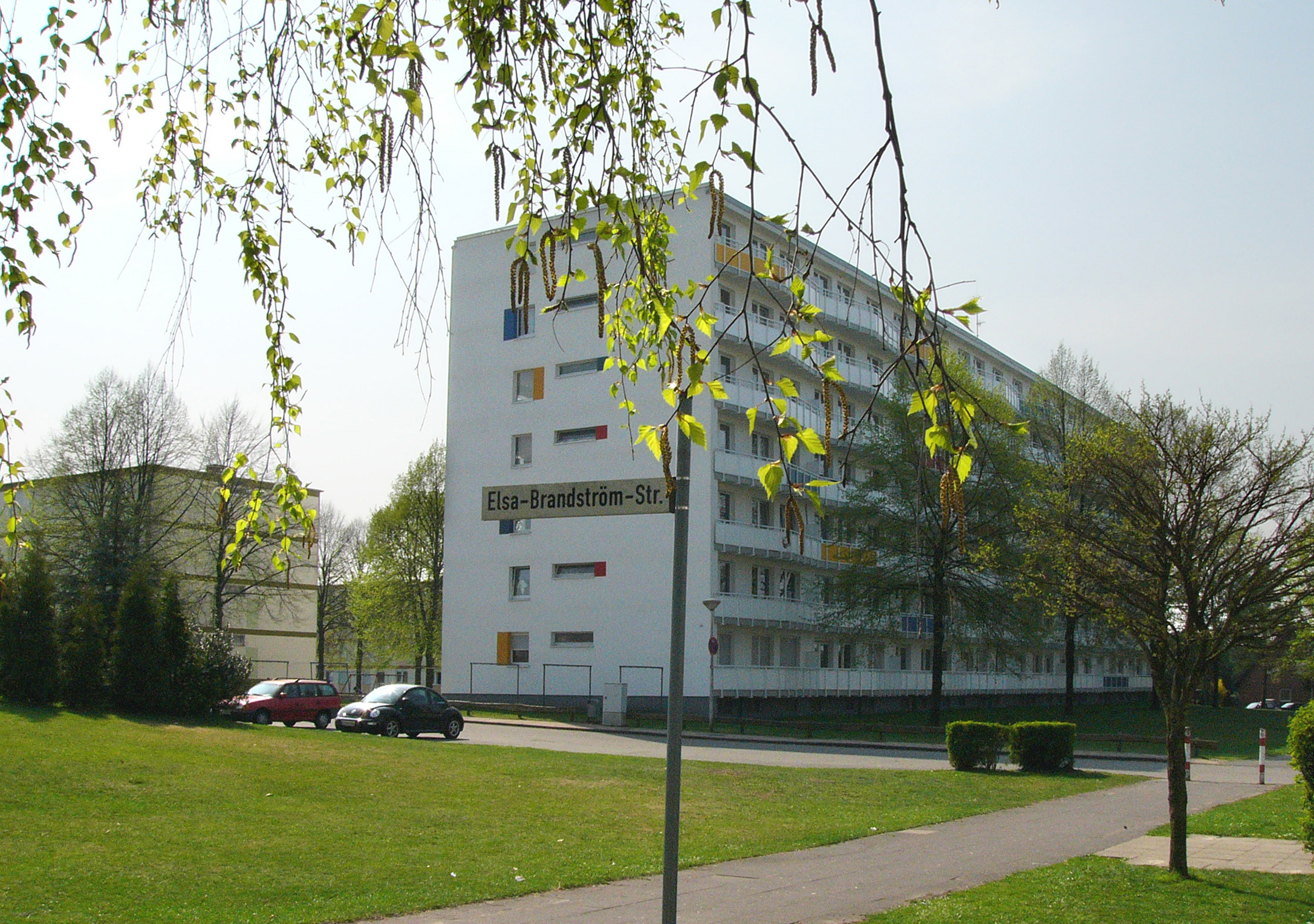
Wohnblock in der Conle-Siedlung

Die britischen Soldaten verließen im Juli 1995 die Siedlung, die seitdem nach der Firmengruppe Dieter Conle Immobilien als Conle-Siedlung bezeichnet wird. Die Wohnungen wurden überwiegend von deutsch-russischen Aussiedlern und Migranten unterschiedlicher Nationalität bezogen. In der Mehrzahl handelte es sich um kinderreiche Familien aus sozial schwachen Schichten. Die Mischung aus Angehörigen verschiedener Nationalitäten und Religionen führte zeitweilig zu Konflikten und einer erhöhten Fluktuation. Die Frage, ob die Conle-Siedlung als Sozialer Brennpunkt anzusehen sei, wurde von den Parteien kontrovers diskutiert. Man suchte nach Lösungsmöglichkeiten, um die Integration der Jugendlichen zu fördern und der Gefahr einer Ghettobildung zu begegnen. Der AWO-Kreisverband Lippe e. V. bildete im Jahr 2000 ein Projekt zur Offenen Kinder- und Jugendarbeit und eröffnete einen Kinder- und Jugendtreff auf dem Gelände der Siedlung. Die Wohnungen befinden sich in einem schlechten Zustand. Von den Balkonen bröckelt der Putz, sodass darunter zum Schutz Netze gespannt werden mussten. Über 50 Prozent der Wohnungen stehen leer, besonders alle Wohnungen im obersten Stockwerk. Hier fehlt eine Wärmedämmung zum Flachdach, so dass die Heizkosten hoch sind. Trotz aller Bemühungen der Stadt war es bis zum Jahr 2014 zu keiner befriedigenden Lösung gekommen. Im Jahr 2023 übernahm die MVGM GmbH die Liegenschaften von der Belvona.

## Fernheizwerk

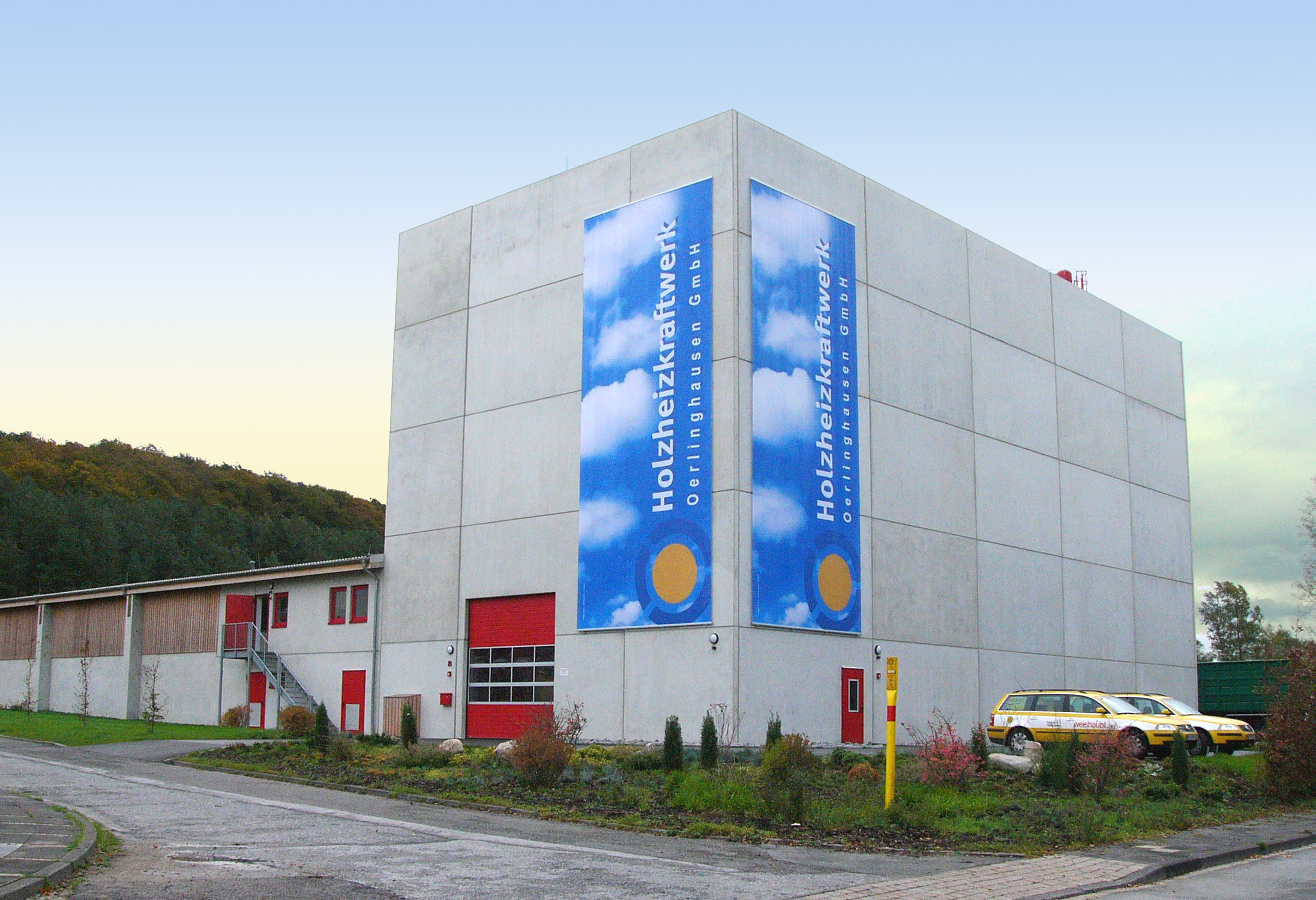
Holzheizkraftwerk in Oerlinghausen-Südstadt

Das 1961 errichtete Fernheizwerk übernahm die Wärmeversorgung in der Südstadt, an das alle Südstadtbewohner angeschlossen sein mussten. Betreiber des Fernheizwerks war zunächst die Firma Shell/Helios. Das Verteilernetz war rund 15 km lang und erreichte fast 100 Haushalte. Die abgerechneten Heizkosten waren gegenüber anderen Heizungsvarianten relativ hoch und wurden von den Bewohnern heftig kritisiert. Daraus folgte 1970 die Gründung der Interessengemeinschaft Süd (IG-Süd). Diese konnte nachweisen, dass zahlreiche Heizkostenabrechnungen fehlerhaft waren. Zwischen der IG-Süd einerseits und der Stadt, sowie dem Betreiber Shell/Helios andererseits, kam es zum Streit, der schließlich in einen Musterprozess mündete und sich über zehn Jahre erstreckte. Am Ende stand ein Vergleich, in dem die Shell/Helios 80.000 DM zahlen musste. Die IG-Süd verfolgte allerdings nicht nur materielle Interessen, sondern war auch um den gesellschaftlichen Zusammenhalt der Südstadtbewohner bemüht. Unter anderem wurden jährlich gemeinsame Südstadtfeste mit der Freiwilligen Feuerwehr und den rund 1.500 britischen Mitbürgern organisiert.
Ab 1988 übernahmen die Stadtwerke Oerlinghausen, deren alleiniger Gesellschafter die Stadt Oerlinghausen ist, die Fernwärmeversorgung und damit das Fernheizwerk. 1989 wurde das Fernheizwerk durch Installation eines Kraft-Wärme-Aggregats zum Heizkraftwerk und 2005 erfolgte der Umbau zum Holzheizkraftwerk.